# Домашневы

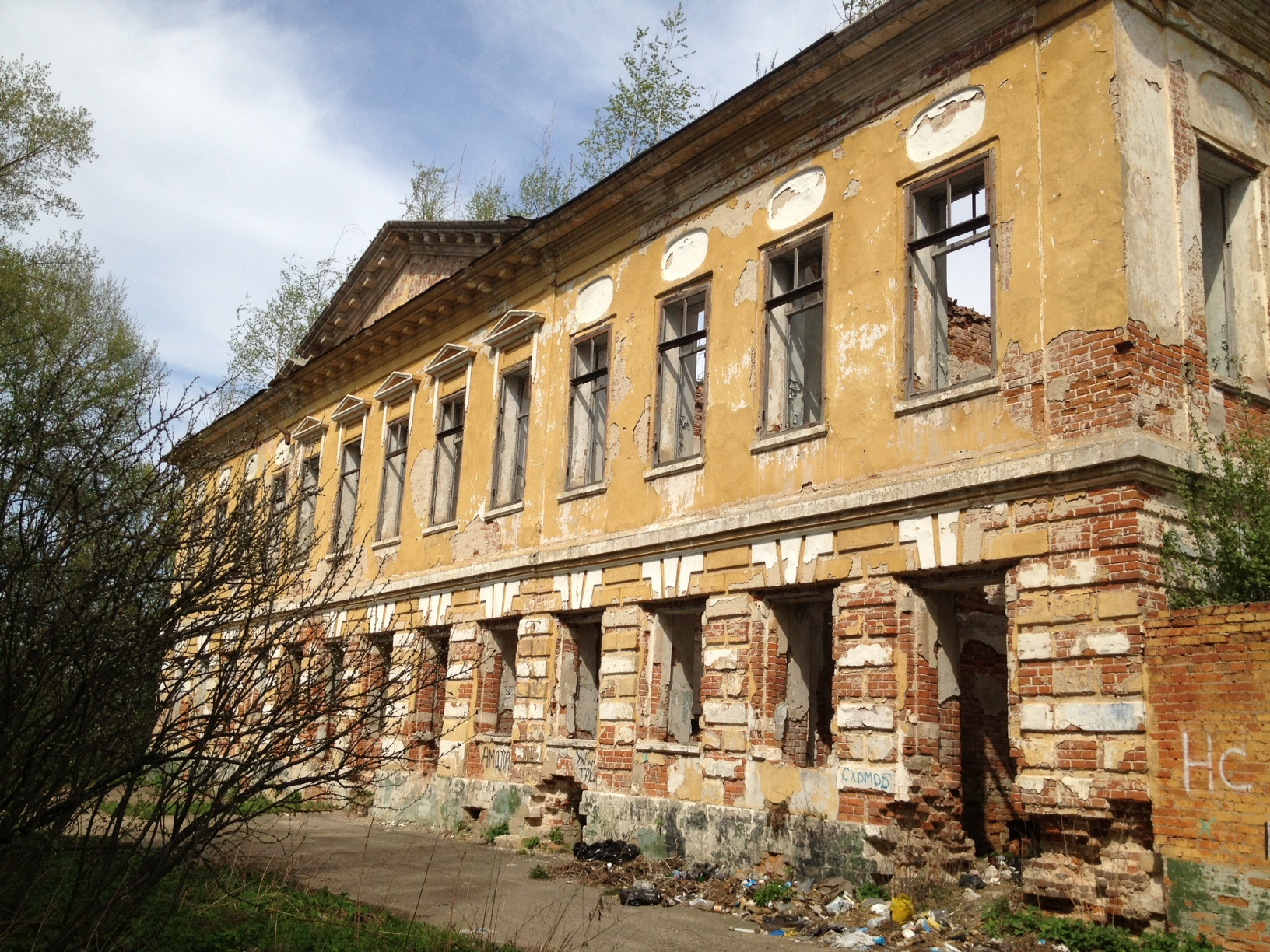
Усадьба С. Г. Домашнева в селе Молоди

Домашневы (Домачние, Домачные, Домашнины) — русские дворянские роды.
Пять из них восходят к XVII веку и внесены в VI часть Дворянской родословной книги губерний: Костромской, Владимирской, Курской, Орловской и Смоленской. Остальные четыре рода Домашневых, позднейшего происхождения.

## История рода
Мамай Михайлович и Пятый Фёдорович владели поместьями в Коломенском уезде (1577). Домачнев Фёдор служил в детях боярских по Торопцу (1609). Елизар и Ждан Фёдоровичи записаны в Коломенской писцовой книге (1627-1628). Подьячему Филату принадлежал двор в Москве (1619-1620), а его сын Семён был дьяком и женат на Марфе Мироновне Цвиленевой, у которых дочь Аграфена была 1-м браком за дьяком Аверкием Степановичем Кирилловым, а 2-м браком за князем Дмитрием Нефедьевичем Щербатовым (с 1684).
Вёрстаны новичными окладами Константин Алферьевич по Серпухову, а Никита Афанасьевич по Курску (1628).
Владели населёнными имениями двое представителей рода Домашневых (1699).

## Известные представители
- Домашнев Семён - дьяк (1668-1677).
- Домашнев Семён Филатьевич - дьяк (1692)[2].
- Домашнев, Сергей Герасимович (1743—1795) — директор Петербургской академии наук (1775—1783), писатель, поэт